# 嘗試一切
《嘗試一切》（英語：Try Everything）是哥倫比亞流行音樂歌手夏奇拉所錄製的一首歌曲。這首歌是2016年電影、第55部迪士尼經典動畫長片《動物方城市》的全球主題曲，在該片中則是由一位名叫志羚姐姐（Gazelle，由夏奇拉負責配音）的歌手演唱，同時也作為其片尾曲。這首歌發行之後受到了好評，銷售也頗為成功。這首歌最先收錄於該電影的原聲帶中，並於2016年2月發行單曲。由加拿大華僑歌手九九（Sophie Chen） 演唱中文版。
這首歌發行時在告示牌百強單曲榜上獲得了第66名的成績，而在數位歌曲排行榜上則是第22名。其YouTube上的音樂錄影帶也在2016年6月達到了1億次的點閱率。最後，它在百強單曲榜上的最高成績是第63名。
國際間，《嘗試一切》在日本、新加坡、黎巴嫩三個國家的排行榜獲得冠軍，並在馬來西亞、香港、阿爾及利亞、比利時和南韓等地區的排行榜獲得了前十名的成績。
湖南卫视《我是歌手》第四季总决赛的开场表演片段中使用了这首歌的国语版，该版本由节目组重新填词，并被重新命名为《为你而唱》，由该季节目的三位踢馆歌手苏运莹、王晰和金志文共同演唱。